# Sam Davis (Filmproduzent)

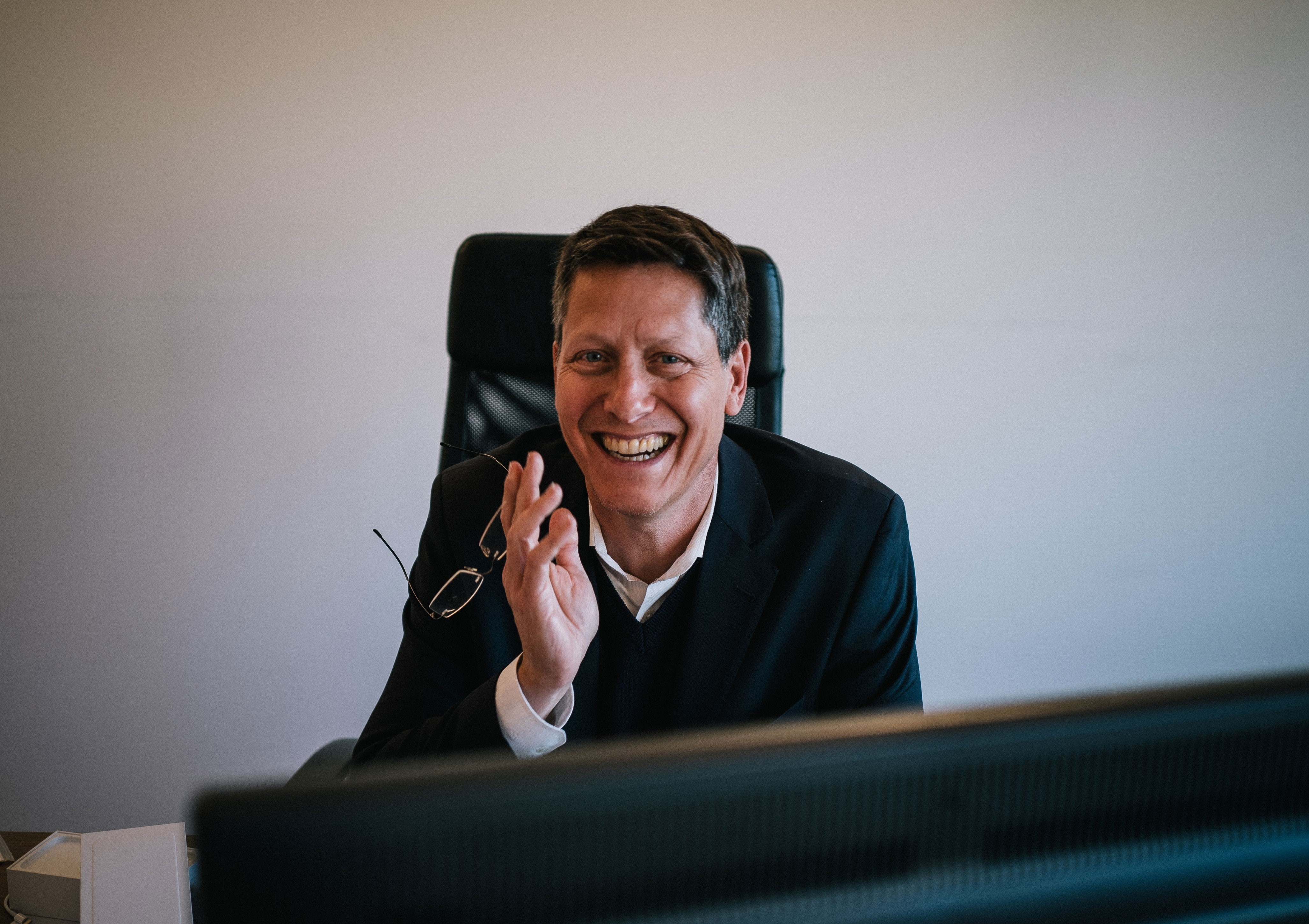
Sam Davis (2017)

Sam Davis (* 1964 in New York City, New York, Vereinigte Staaten) ist ein deutsch-amerikanischer Filmproduzent.

## Leben
Nach seinem Studium an der University of Southern California und der University of California in Los Angeles begann Sam Davis seine Laufbahn zunächst bei 20th Century Fox. Im Anschluss gründete er die Firma Insight Out Films, um 1992 in Frankfurt seinen Dokumentarfilm Warum wir hier sind („Why we are here“) für die BBC und den WDR zu realisieren.
Von 1993 bis 1998 leitete Davis die Abteilung TV-Movies bei RTL und war dort für die Entwicklung und Produktion von rund 100 Fernsehfilmen verantwortlich.
1998 stieg er als Gesellschafter und Co-Geschäftsführer in die Kölner Produktionsfirma Zeitsprung ein, wo er Event-Filme, TV-Movies und Serien produzierte.
Im September 2000 erschien sein Buch Quotenfieber in der Reihe „Buch & Medien“ bei Bastei Lübbe (Hrsg. Béatrice Ottersbach, aus dem Englischen ins Deutsche übertragen von Cécile G. Lecaux).
2004 übernahm Davis die Leitung der Fiction-Abteilung von Endemol Deutschland. Hier verantwortete er Produktionen wie Liebe ohne Rückfahrschein, Mr. Nanny – Ein Mann für Mama und den Zweiteiler London, Liebe, Taubenschlag.
Seit 2010 leitet Davis die Geschäfte der Rowboat Film- und Fernsehproduktion, die er gemeinsam mit Jan Mojtos Beta Film im Januar gegründet hat. Der erste Film der Firma, Das Wunder von Kärnten, feierte seine Premiere 2011 auf dem Filmfest Hamburg und wurde in der Sektion 16:9 für den Produzentenpreis nominiert. Die Erstausstrahlung im Fernsehen erfolgte am 18. Januar 2012 beim ORF und war mit mehr als einer Million Zuschauern der erfolgreichste Film des Jahres in Österreich. In Deutschland wurde der Film mit über fünf Millionen Zuschauern am 5. März 2012 zum ersten Mal im ZDF ausgestrahlt. Mit Das Wunder von Kärnten gewann Sam Davis 2013 für Rowboat den International Emmy Award. Die kalte Wahrheit hatte am 29. September 2014 Premiere auf dem Filmfest Hamburg. Am 28. September 2019 fand die Weltpremiere von Aus Haut und Knochen ebenfalls auf dem Filmfest Hamburg statt. Außerdem wurde in Hamburg im September 2021 die Premieren von Bring mich nach Hause und Schneller als die Angst und im September 2024 von Allein zwischen den Fronten gefeiert. Am 20. Oktober 2021 hatte der ZDF-Zweiteiler Mord in der Familie – der Zauberwürfel im Rahmen des Filmfestival Cologne Premiere.
Neben diversen Einzelstücken produziert Sam Davis seitdem mit Rowboat Reihen und Serien, wie Die Toten vom Bodensee, Professor T. oder Schneller als die Angst.

## Filmografie
- 1993: Tödliche Lüge
- 1993: Das Schicksal der Lilian H.
- 1994: Eine Mutter kämpft um ihren Sohn
- 1994: Weihnachten mit Willy Wuff
- 1994: Tag der Abrechnung – Der Amokläufer von Euskirchen
- 1994: Das Baby der schwangeren Toten
- 1994: Das ist dein Ende
- 1994: Blut an der Wiege
- 1995: Tödliches Leben
- 1995: Der Räuber mit der sanften Hand
- 1995: Mörderische Zwillinge
- 1995: Mit verbundenen Augen
- 1995: Alle lieben Willy Wuff
- 1995: 5 Stunden Angst – Geiselnahme im Kindergarten
- 1995–1996: Die Flughafenklinik (Fernsehserie)
- 1996: Anwalt Martin Berg: Mord im Klinikum
- 1996: Zwei Leben hat die Liebe
- 1996: Der Venusmörder
- 1996: Die Stimme des Mörders
- 1996: Der Parkhausmörder
- 1996: Du bist nicht allein – Die Roy Black Story
- 1996: Adrenalin
- 1996: Sünde einer Nacht
- 1997: Der Kindermord
- 1997: Frucht der Gewalt
- 1997: Sexy Lissy
- 1997: Der Todesbus
- 1997: Die Sexfalle
- 1997: Kalte Küsse
- 1997: Geisterstunde – Fahrstuhl ins Jenseits
- 1997: Blutige Scheidung
- 1997: Der stille Herr Genardy
- 1997: Sieben Feuer des Todes – Code Red
- 1997: Anwalt Martin Berg: Tod eines Lehrers
- 1997: Anwalt Martin Berg: Mörderischer Wohnen
- 1997: Anwalt Martin Berg: Ein sauberer Mord
- 1998: Ferkel Fritz
- 1998: Die Mädchenfalle – Der Tod kommt online
- 1998: Nina – Vom Kinderzimmer ins Bordell
- 1998: Die Friseuse und der Millionär
- 1998: Vickys Albtraum
- 1998: Silvias Bauch – Zwei Männer und (k)ein Baby
- 1998: Liebe mich bis in den Tod
- 1998: Höllische Nachbarn
- 1998: Herzbeben – Die Nacht, die alles änderte
- 1998: Die heilige Hure
- 1998: Gigolo – Bei Anruf Liebe
- 1998: Du hast mir meine Familie geraubt
- 1998: Zerschmetterte Träume – Eine Liebe in Fesseln
- 1998: Das Miststück
- 1999: Die Liebesdienerin
- 1999: Das verflixte Babyjahr – Nie wieder Sex?
- 1999: Das Biest im Bodensee
- 1999: Sieben Tage bis zum Glück
- 1999: Zärtliche Begierde
- 1999: Florian – Liebe aus ganzem Herzen
- 1999: Das Callgirl
- 1999: Die Singlefalle – Liebesspiele bis in den Tod
- 1999: Paul und Clara – Liebe vergeht nie
- 2000: Liebe pur
- 2000: Anna H. – Geliebte, Ehefrau und Hure
- 2000: Laila – Unsterblich verliebt
- 2000–2001: Victor – Der Schutzengel (Fernsehserie)
- 2001: Mircomania (Fernsehserie)
- 2001: Die Frau, die Freundin und der Vergewaltiger
- 2001: Die heimlichen Blicke des Mörders
- 2001: Kleiner Mann sucht großes Herz
- 2002: Pest – Die Rückkehr
- 2002: Todeslust
- 2002: Zwei Affären und eine Hochzeit
- 2002: Flitterwochen im Treppenhaus
- 2003: Traumprinz in Farbe
- 2003: Das Wunder von Lengede
- 2003: Krista (Fernsehserie)
- 2004: Liebe ohne Rückfahrschein
- 2005: Brautpaar auf Probe
- 2005: Ein Hund, zwei Koffer und die ganz große Liebe
- 2005: Eine Prinzessin zum Verlieben
- 2006: Meine bezaubernde Feindin
- 2006: Mr. Nanny – ein Mann für Mama
- 2006: Zwei Bräute und eine Affäre
- 2007: Der geheimnisvolle Schwiegersohn
- 2008: Maja (Fernsehserie)
- 2008: Kleine Lüge für die Liebe
- 2008: Vier Tage Toskana
- 2008: Zoogeflüster – Komm mir nicht ins Gehege!
- 2009: 40+ sucht neue Liebe
- 2009: London, Liebe, Taubenschlag
- 2009: London, Liebe, Taubenschlag: Klapprad oder Klapperstorch
- 2011: Das Wunder von Kärnten
- 2011: Ein Sommer im Elsass
- 2011: Am Ende der Lüge
- 2012: Das Internat (Pilot)
- 2012: Unterwegs mit Elsa
- 2013: Ein Sommer in Portugal
- 2013: Lebe lieber italienisch!
- seit 2013: Die Toten vom Bodensee (Fernsehreihe)
- 2014: Die kalte Wahrheit
- 2015: Vertraue mir
- 2015: Weil ich dich liebe
- 2016–2019: Professor T. (Fernsehserie)
- 2016: Hochzeit in Rom
- 2019: Aus Haut und Knochen
- 2021: Bring mich nach Hause
- 2021: Mord in der Familie – Der Zauberwürfel
- 2021: Schneller als die Angst (Fernsehserie)
- 2022: Jeanny – Das fünfte Mädchen
- 2023: Allein zwischen den Fronten

## Auszeichnungen und Nominierungen
- 2004: Grimme-Preis für Das Wunder von Lengede
- 2011: Filmfest Hamburg Nominierung für das Wunder von Kärnten[1]
- 2012: Romy für Das Wunder von Kärnten
- 2013: International Emmy Award 2013 für Das Wunder von Kärnten[2]
- 2014: Nominierung für Hamburger Produzentenpreis für Deutsche Fernsehproduktionen für Die kalte Wahrheit
- 2015: Nominierung für Hamburger Produzentenpreis für Deutsche Fernsehproduktionen für Vertraue mir[3]
- 2019: Filmfest Hamburg Nominierung für Aus Haut und Knochen[4]
- 2021: Filmfest Hamburg Nominierung für Bring mich nach Hause[5]
- 2021: Filmfest Hamburg Nominierung für Schneller als die Angst[6]
- 2022: Deutscher Fernsehpreis Nominierung für Bester Mehrteiler für Schneller als die Angst[7]
- 2022: Seoul International Drama Awards für Beste Miniserie für Bring mich nach Hause[8]
- 2024: Nominierung für Hamburger Produzentenpreis für Deutsche Fernsehproduktionen für Allein zwischen den Fronten.[9]